# Oga
Oga (男鹿市; -shi) é uma cidade japonesa localizada na província de Akita, que ocupa a península de Oga.
Em 2003 a cidade tinha uma população estimada em 29.377 habitantes e uma densidade populacional de 148,34 h/km². Tem uma área total de 198,04 km².
Recebeu o estatuto de cidade a 31 de Março de 1954.